# Les identitats que maten
Les identitats que maten és un assaig escrit en francès per Amin Maalouf l'any 1998. En l'obra, l'autor, que és ell mateix un àrab libanès cristià i francòfon, reflexiona sobre la noció d'«identitat», amb els conflictes que pot ocasionar i els camins pels que pot conduir. S'hi pregunta si les nostres societats estan condemnades a la violència sota pretext que totes les persones no tenen la mateixa llengua, la mateixa fe o el mateix color. Va ser traduït al català per Carles Besa i Camprubi.

## L'obra
Amin Maalouf posa l'exemple d'un home nascut a Alemanya de pares turcs: « Als ulls de la seva societat adoptiva, no és alemany; als ulls de la seva societat d'origen ell no és realment turc. » Es plantegen, doncs, diverses qüestions: per què certes persones no poden assumir les seves pertinences múltiples? per què se'ls pressiona perquè en triïn una o altra? Possibles respostes: «A causa d'aquesta manera de pensar i d'actuar tan arrelades en tots nosaltres, a causa d'aquesta concepció tan rígida, exclusiva, intolerant, simplista que redueix tota la identitat a una sola pertinença. » L'autor es proposa, doncs, d'esclarir aquests fets en els capítols següents.

### La meva identitat, les meves pertinences
Maalouf defineix el que entén als termes «identitat» i «pertinença». La identitat és una combinació de pertinences que evolucionen al llarg de la vida, que són pròpies de cada individu, i que estan organitzades segons una jerarquia variable. La identitat es defineix, a més, per la visió dels altres, o fins i tot per traumes (humiliacions patides durant la infància, per exemple). A partir d'aquest fet, una comunitat es defineix com un grup de persones que tenen una pertinença comuna. Un individu pertany, doncs, a diverses comunitats al mateix temps.

### Quan la modernitat ve de fora
Maalouf explica com s'ha imposat la cultura occidental. Comenta també les conseqüències pel que fa a la 'identitat' que se'n deriven entre els musulmans, excloent-hi categòricament el fanatisme religiós i explica el seu raonament.

### El temps de les tribus planetàries
Maalouf comença per abordar la pertinença religiosa: segons ell, aquesta hauria de ser reemplaçada per una altra, «la humana». A continuació parla de la globalització, la qual, segons ell, si se n'aprengués bé, seria increïblement enriquidora a nivell cultural. Però si només serveix per donar suport a la fundació d'una civilització hegemònica (o sigui, occidental), la globalització conduirà a la humanitat a la seva perdició.

### Domar la pantera
Maalouf enumera algunes solucions i pistes per a "domar la pantera", és a dir, la identitat.
Per començar, el principi de reciprocitat, segons el qual cal que es creï un patrimoni universal (mundial, que pertanyi a la humanitat) en què puguin trobar-se, i d'aquesta manera, predominaria la pertinença humana.
Després, la globalització, que implica principalment les llengües, hauria de ser combatuda amb l'aprenentatge de l'anglès (3a llengua) així com d'una segona llengua, preferentment europea.
Finalment, si volem dir que formem part d'una civilització democràtica, cal que no ens votem pas « automàticament », és a dir, segons la nostra ètnia, perquè això és un vot identitari, el qual no faria altra cosa que dividir, compartimentar, fomentar la segregació, en lloc de créixer i coexistir pacíficament.
En alguns països, la situació identitària és més crítica que en d'altres, «Però arreu es fa sentir la necessitat d'una reflexió serena i global sobre la millor manera de domar la bèstia identitària.»

### Epíleg
L'autor hi proposa la seva conclusió: «Caldria actuar de manera que les persones no se sentin excloses de la civilització comuna que està naixent, que cadascú pugui trobar-hi la seva llengua identitària, i certs símbols de la seva pròpia cultura, que cadascú, a més, pugui identificar-se, encara que una mica, amb allò que hom pot veure emergir al món que l'envolta, en lloc de buscar refugi en un passat idealitzat. Paral·lelament, cadascú hauria de poder incloure en allò que se'n diu identitat una component nova, destinada a prendre cada cop més importància al llarg del nou segle, del nou mil·lenni: el sentiment de pertànyer també a l'aventura humana.»

## Temàtiques importants
Hi ha la identitat, de la qual Maalouf parla durant tot el llibre, però hi ha altres principis recurrents:
- L'empatia, aquesta facultat intuïtiva de ficar-se en el lloc d'un altre i de comprendre els seus sentiments i les seves emocions i que, segons Maalouf, podria resoldre molts conflictes.
- L'humanisme: segons Maalouf, la pertinença més important, a banda de la llengua identitària, és sens dubte la pertinença a la humanitat. A més a més, el seu raonament és impregnat de respecte, d'obertura i d'equitat. Finalment, creu que cadascú hauria de conèixer almenys tres llengües.
- La reciprocitat. Segons ell, els intercanvis són primordials, essent a la base de la riquesa cultural mundial. Tot a la terra s'hauria d'intercanviar: cuina, música, paraules, descobriments, etc.
- Es rebel·la contra la necessitat o l'hàbit contemporani de categoritzar-ho tot. Tot ha de ser classificat; actualment és indispensable posar etiquetes a qualsevol esdeveniment, el que resulta perjudicial per al fet identitari, ja que classificar les coses les compartimenta (accentuant, doncs, la idea d'una pertinença única) i a més, irrita les comunitats, la qual cosa provoca conflictes.
- Quan l'autor proposa les seves pistes de solucions exclou sempre els extrems, els quals considera que, en essència, no són mai profitosos. Així, aposta per un equilibri.

## Traduccions
- Albanès: Idetnitet vrastare (2001)
- Alemany: Mörderische Identitäten (2000)
- Anglès: In the Name of Identity: Violence and the Need to Belong (2000)
- Castellà: Identidades asesinas (2004)
- Català: Les identitats que maten (1999)
- Croat: U ime identiteta: nasilje i potreba za pripadnošću (2002)
- Francès: les Identités meurtrières (2004)
- Italià: L'Identità (1999)
- Neerlandès: Moorddadige identiteiten (1999)
- Noruec: Identitet som dreper (1999)
- Polonès: Zabójcze tożsamości (2002)
- Portuguès: As Identidades Assassinas (1999)
- Serbi: Ubilački identiteti (2003)
- Turc: Ölümcül kimlikler (2000)

Última cerca efectuada 28/12/07.